# Temple de Hsi Lai

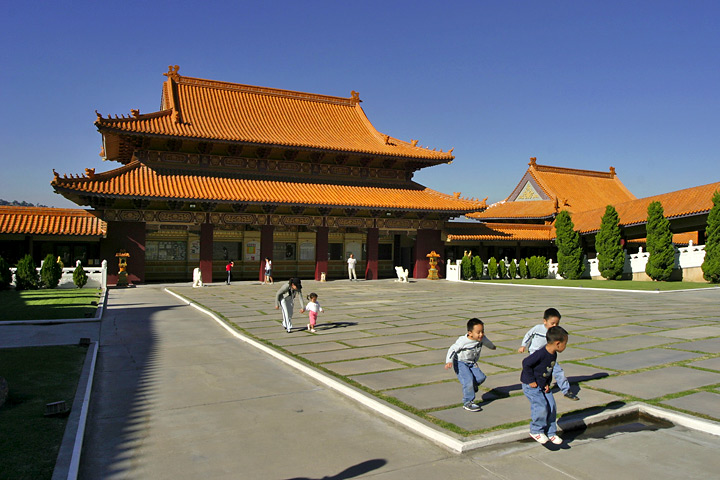
Temple de Hsi Lai

Le temple de Hsi Lai, en anglais Fo Guang Shan Hsi Lai Temple (en chinois 佛光山西來寺)  est le plus grand temple et monastère bouddhiste en Occident. Il est situé sur les collines au pied de Hacienda Heights, une banlieue de Los Angeles, en Californie. Le nom « Hsi Lai » signifie « Venant de l'Ouest ».
Le temple de Hsi Lai est affilié à l'ordre monastique international du bouddhisme Mahayana Fo Guang Shan, de Taïwan.

## Histoire
Le temple a été terminé en 1988 à un coût de $10 millions. La planification et la construction du temple, dans les années 80, ont suscité les soupçons et la résistance des riverains n'appartenant pas à la communauté asiatique. L'opposition a diminué avec une meilleure connaissance de la nature du temple et du fait que ses résidents se sont avérés être de bons voisins. L'organisation religieuse taïwannaise Fo Guang Shan, fondée par Maître Hsing-Yun, a ses sièges sociaux américains du nord au temple de Hsi Lai. Actuellement, l'abbé du temple est Hui principal Vénérable Chi.
Le temple attire principalement des bouddhistes sino-américains, mais le grand public est bienvenu à condition de respecter les règles du temple (par exemple, le port de shorts ou de mini-jupes n'est pas toléré et aucune viande n'est autorisée).
Le temple de Hsi Lai est entouré  d'un terrain de 15 acres (61 000 m²) et couvre une surface de 102.432 pieds carrés (9 516 m²). L'architecture est fidèle au modèle traditionnel des bâtiments des dynasties Ming(C. 1268-1644 E.) et Qing (1644-1911 C.E.) ; les jardins et la statuaire sont ceux des monastères chinois anciens. La planification et la construction de ce temple achevé en 1988 ont duré 10 ans. Hsi Lai (西來) signifie « venir à l'ouest » et représente l'attachement de l'ordre bouddhiste de Fo Guang Shan à transmettre les enseignements du Bouddha en Occident. La Société bouddhiste internationale de progrès, une organisation à but non lucratif, est le nom privilégiée pour le temple. Les sièges sociaux de l'organisation sont à Taiwan.
En 1967, le Vénérable Hsing Yun a établi l'ordre bouddhiste de Fo Guang Shan (la montagne de la lumière du Bouddha), le plus grand monastère de Taiwan, couvrant plus de 600 acres (2.4 km²). Fo Guang Shan est un ordre monastique du bouddhisme mahayana, rattaché à l'école Lin-lin-Chi du Chan. Ces 30 dernières années, le maître a œuvré pour augmenter la liberté religieuse dans l'ensemble de l'Asie. L'ordre bouddhiste de Fo Guang Shan, par une orientation bouddhiste humaniste, sensibilise pour unir toutes les écoles et sectes bouddhistes ; il stimule et favorise également le dialogue inter-religieux entre toutes les traditions spirituelles par des colloques, des conférences et des services. Les objectifs de l'ordre sont de donner confiance, espoir, joie et bien-être. L'ordre a établi dans le monde entier plus de 100 temples et compte plus de 1300 moines et nonnes.
Le temple de Hsi Lai a été construit pour servir de centre spirituel et culturel à ceux intéressé à apprendre plus au sujet du bouddhisme et de la culture chinoise. L'idée du Vénérable Hsing Yun est de propager « le bouddhisme humaniste » et de créer une terre pure ici sur terre. Le temple de Hsi Lai est construit pour accomplir ces buts aux États-Unis. Les objectifs du temple sont : entretenir les missionnaires bouddhistes par l'éducation, propager le bouddhisme par des activités culturelles, profiter à la société par des programmes charitables, édifier la foule par des pratiques bouddhistes.
En 1991, Hsing Yun a fondé l'université de Hsi Lai à Rosemead, Californie. En 2004, l'université a changé son nom en Université de l'Ouest et a nommé le Dr. Lewis Lancaster président.